# Walter Hasemann
Walter Wilhelm Oskar Hasemann (* 26. Juni 1890 in Gutach (Schwarzwaldbahn); † 28. September 1961 in Freiburg im Breisgau) war ein deutscher Geologe und Badischer Landesgeologe.
Walter Hasemann war der Sohn des Kunstmalers Wilhelm Hasemann und von Luise Lichtenberg. Nach dem Abitur an der Oberrealschule in Freiburg studierte er ab 1910 Geologie an der Bergakademie Berlin. Ab 1911 setzte er sein Studium in München fort. Es wurde aber durch Wehrdienst im Ersten Weltkrieg von 1914 bis 1918 unterbrochen. Während des Kriegs heiratete er 1917 in Berlin Maria Magdalena Reinhardt, mit der er zwei Töchter hatte. Noch vor dem Krieg hatte er seine Dissertation bei August Rothpletz mit einer Kartierung in den oberbayerischen Bergen begonnen und vollendete die Dissertation 1919 unter Ferdinand Broili, da Rothpletz inzwischen verstorben war.
1920 wurde er wissenschaftlicher Hilfsarbeiter beim Badischen Geologischen Landesamt in Freiburg. Er war zunächst mit geologischer Kartierung befasst: Vollendung der Karte Grießen von Ferdinand Schalch, Eberbach, Zwingenberg, Malsch, Baden-Baden mit seinem Freund, dem Baurat und Professor A. Billharz, sowie Oberschefflenz. 1926 wurde er Landesgeologe. Daneben schrieb er Gutachten für die Wasserversorgung und Thermalquellen (Säckingen). 1938 wurde er als Nachfolger von Carl Schnarrenberger Direktor des Badischen Geologischen Landesamts. 1940 wurde dieses Zweigstelle des Reichsamts für Bodenforschung und Hasemann als deren Leiter Bezirksgeologe und 1942 Regierungsgeologe. 1939/40 war er als Wehrgeologe eingezogen. Die Haupttätigkeit waren neben Wasserbohrungen Erdölbohrungen im südlichen Oberrheingraben. Im November 1944 wurde er zum Volkssturm eingezogen und geriet in französische und danach amerikanische Gefangenschaft und wurde im Januar 1946 entlassen.
Nach dem Krieg war er am Wiederaufbau des zerstörten Landesamts beteiligt, beriet weiter bei Erdölbohrungen und leitete neue Aufschlussbohrungen für das Kalisalzbergwerk Buggingen. Nach seiner Pensionierung war er ständiger Mitarbeiter des Geologischen Landesamts Baden-Württemberg. Er befasste sich mit der Geologie der Wutachschlucht und dem Tertiär und Mesozoikum um den Kaiserstuhl (unterstützt von seiner Tochter Waltrud Heinemann, einer Mikropaläontologin). 1959 erschienen seine Erläuterungen zur Geologischen Exkursionskarte des Kaiserstuhls.
Er war Ehrenmitglied des Oberrheinischen Geologischen Vereins und des Badischen Landesvereins für Naturkunde und Naturschutz.